# Зоотроп
Зоотро́п (от др.-греч. ζωή «жизнь» + τροπή «вращение») — устройство для демонстрации движущихся рисунков, конструкция которого основана на персистенции, то есть инерции человеческого зрения. Изобретателем зоотропа считается Уильям Джордж Горнер, но упоминания о подобном приборе встречаются в китайских летописях от 180 года н. э. Зоотроп является трансформацией фенакистископа Жозефа Плато.

## Конструкция
В зоотропе диск с отверстиями заменен деревянным или металлическим барабаном, открытым сверху, прорезанным вертикальными щелями по бокам и вращающимся горизонтально на оси. Диск с картинками заменен длинной лентой, которая помещается, свернутая в круг, внутри барабана. Эти ленты могли вместить пять, десять и более дюжин картинок, тогда как диски не могли вместить больше двух дюжин.— Жорж Садуль

## История создания
Самый простой зоотроп был создан ещё в Китае около 180 н. э. изобретателем Дин Хуанем (кит. 丁緩). Изобретение Дин Хуаня было основано на явлении персистенции.
Современный зоотроп был изобретен в 1833 году британским математиком Уильямом Джорджем Горнером. Сам он назвал своё изобретение «дедалеум» (в честь Дедала) или «колесо дьявола». В 1860 году француз Девинь и американец Уильям Ф. Линкольн (англ. William F. Lincoln) закрепили за всеми подобными устройствами название «зоотропа».
Зоотроп представляет собой одну из трансформаций фенакистископа Жозефа Плато.

Зоотроп является новой формой зубчатого диска Плато, созданного до описания колеса Фарадея.
Наиболее замечательным в зоотропе является то, что рисунки в нём нарисованы на ленте из тонкого картона. Это было не что иное, как прототип современной кинопленки. Мысль продолжить эту ленту до бесконечности привела Рейно, а возможно и Марэ и Эдисона, к представлению о современном фильме.— Жорж Садуль

## Современные зоотропы
В сентябре 1980 года кинорежиссёр Билл Бранд установил линейный зоотроп, названный им «Масстранзископ», на неиспользуемой платформе бывшей станции метро в Нью-Йорке. Он состоит из стены с 228 окошками, за каждым из которых расположен щит с рисунком; пассажиры поезда, глядя на эти рисунки, мелькающие за окном, видят подобие мультипликации.
В 2008 году компания Sony создала зоотроп в виде тора диаметром 10 метров и 10 тонн весом. Внутри находится второй тор, представляющий собой большое количество выгнутых экранов. Внутренний тор вращается с окружной скоростью 44 км/ч (и может разгоняться свыше 50 км/ч). На экранах же появляется высокочёткое изображение.
Называется этот зоотроп BRAVIA-Дром. Расположен в Венария-Реале (северная Италия). Внутри BRAVIA-Дрома были использованы 64 изображения бразильского футболиста Кака. BRAVIA-Дром был занесён в книгу рекордов Гиннесса как самый крупный зоотроп в мире.